# American Battle Monuments Commission

Siegel der American Battle Monuments Commission

Die American Battle Monuments Commission (ABMC) ist eine kleine unabhängige Behörde der Exekutive der US-Bundesregierung. Die Verwaltung hat ihren Hauptsitz in Arlington (Virginia). Seit 1923 ist diese Behörde für den Bau, die Verwaltung und Erhaltung von 24 US-amerikanischen Soldatenfriedhöfen und 25 Denkmälern in Europa, Mittelamerika, Nordafrika und im Pazifischen Ozean verantwortlich. In den Vereinigten Staaten selbst werden drei Monumente verwaltet.
Auf den von der ABMC betreuten Friedhöfen haben seither 131.096 tote Soldaten aus drei Kriegen ihre letzte Ruhestätte. Deren Monumente beinhalten die Namen von annähernd 94.135 vermissten oder auf See bestatteten Männern und Frauen seit dem Ersten Weltkrieg. Durch Berufung des Kongresses ist die ABMC für die Planung und den Bau neuerer Denkmäler (World War II Memorial in Washington) verantwortlich, für deren zukünftige Verwaltung und Wartung das National Park Service verantwortlich ist.

## Geschichte
Mit Ende des Ersten Weltkrieges wurde in Anbetracht der tausenden US-amerikanischen Todesopfer der Ruf nach einer Organisation laut, die die Bestattung und die Ehrung der Gefallenen zur Aufgabe haben sollte. So errichtete der US-Kongress per Gesetz (36. United States Code 121–138c) am 4. März 1923 die American Battle Monuments Commission. Der damalige US-Präsident Warren G. Harding bestellte General John Pershing als ersten Vorsitzenden dieser Behörde, die sich folgende Punkte als Aufgabe nahm:
- Gedenken an die Kriegsopfer der US-Streitkräfte, die seit dem 6. April 1917 (Tag des Kriegseintritts der USA in den Ersten Weltkrieg) ihren Dienst versahen, durch Errichtung angemessener Denkmäler in und außerhalb der Vereinigten Staaten.
- Auslegung, Bau und Erhaltung permanenter Soldatenfriedhöfe im Ausland.
- Förderung bundesstaatlicher und ziviler Organisationen sowie Privatpersonen, die sich dem Bau und der Instandhaltung von Denkmälern und Gedenktafeln auf ausländischen Boden widmen.

Die Mitarbeiter der ABMC arbeiten seither an dem Erhalt von 23 US-amerikanischen Soldatenfriedhöfen auf ausländischem Boden. Mit September 2006 befanden sich dort die sterblichen Überreste von 124.917 US-Soldatinnen und Soldaten, davon entfallen 30.921 auf den Ersten Weltkrieg (1917–1918), 93.242 auf den Zweiten Weltkrieg (1941–1945) und 750 auf den Mexikanisch-Amerikanischen Krieg (1846–1848). Des Weiteren wird in Panama ein Friedhof betreut, auf dem Opfer aus der Zeit des Baus des Panamakanals beigesetzt sind. Seither sind diese Grabstätten für Beisetzungen von Toten aus anderen Konflikten geschlossen. Lediglich die im Laufe der Zeit auf den ehemaligen Schlachtfeldern beider Weltkriege gefundenen sterblichen Überreste, die als US-Soldaten identifiziert werden konnten, können noch nachträglich auf ihnen beigesetzt werden.
Die letzte Ruhestätte der im Ersten und Zweiten Weltkrieg gefallenen Mitglieder von Armee, Marine und Luftwaffe wurde durch Gesetz 389 des 66. Kongresses (1919) bzw. durch Gesetz 368 des 80. Kongresses (1947) geregelt. Demnach sind die Hinterbliebenen des Verstorbenen berechtigt zu entscheiden, wo dessen sterblichen Überreste begraben werden sollten. Zur Auswahl stand einerseits ein, dem Todesort am nächsten gelegenen und entsprechend konzipierten Soldatenfriedhof im Ausland und andererseits die Überführung des Leichnams in die Vereinigten Staaten und eine Beisetzung in einem Privat- oder Nationalfriedhof (z. B. Arlington National Cemetery). In wenigen Fällen konnten die Angehörigen eines im Ersten Weltkrieg gefallenen Soldaten nach Jahren die Überstellung der sterblichen Überreste von einem europäischen ABMC-Soldatenfriedhof in die USA in Auftrag geben. Dies wurde jedoch durch einen 1951 erlassenen Beschluss verboten, wodurch die erstmals beantragte Ruhestätte noch immer gültig ist.

### Erster Weltkrieg

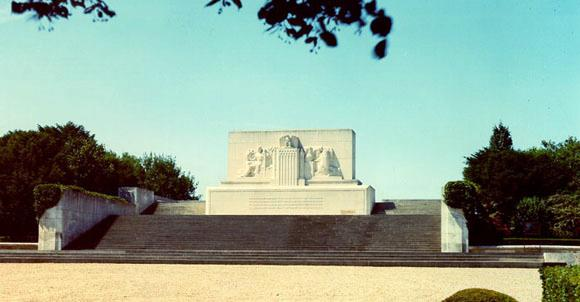
Bellicourt American Monument nördlich von Saint-Quentin, Frankreich

Nach dem Krieg errichtete der American Graves Registration Service des US-Kriegsministeriums in Frankreich und Belgien acht Soldatenfriedhöfe. Die Regierungen der beiden Länder gewährten den USA das Recht diese Friedhöfe permanent und ohne Nebenkosten (z. B. Pacht) auf ihren Territorium zu betreiben. Gemäß ihren Statuten zur Erinnerung an die Gefallenen und Vermissten der Streitkräfte in diesem Krieg, kümmerte sich die ABMC um die landschaftliche Gestaltung jeder der acht Friedhöfe und errichtete je eine überkonfessionelle Kapelle. Des Weiteren wurden elf separate Denkmäler und zwei Gedenktafeln auf den ehemaligen Schlachtfeldern, auf denen US-Soldaten kämpften gebaut. Das Allied Expeditionary Forces World War I Memorial entstammt ebenfalls der Initiative der ABMC.
1934 wurden auf Anordnung des damaligen US-Präsidenten alle in Europa befindlichen US-Soldatenfriedhöfe endgültig unter die Obhut der ABMC gestellt. Auch für den Bau und die Pflege zukünftiger im Ausland befindlicher Kriegsgrabstätten sollte die ABMC verantwortlich sein.

### Zweiter Weltkrieg

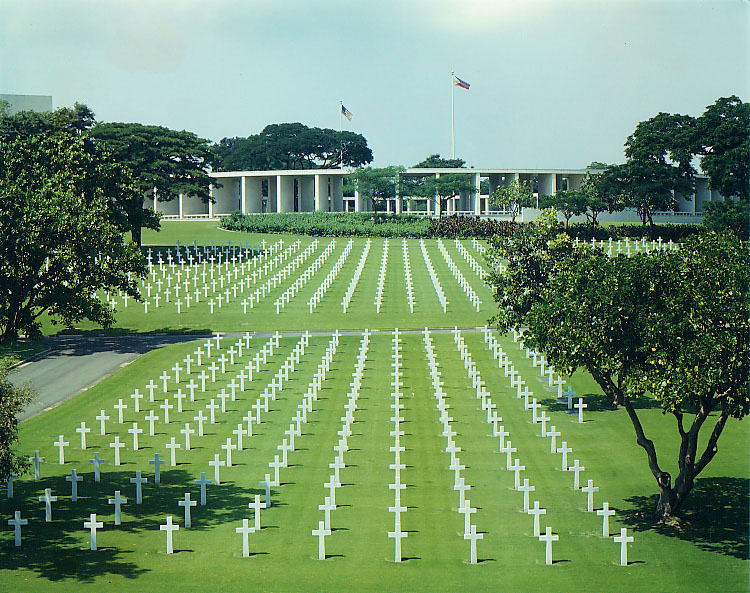
World War II Manila American Cemetery and Memorial sechs Kilometer südöstlich von Manila, Philippinen, auf dem Gelände des ehemaligen US Army-Stützpunktes Fort William McKinley

Während des Krieges hatte die US Army hunderte kleinerer Friedhöfe für ihre toten Soldaten auf den weltweiten Schlachtfeldern angelegt. 1947 entschied sich die ABMC und der Secretary of the Army für 14 permanente Grabstätten in Europa und auf den Philippinen. Nach der Bestattung aller US-amerikanischen Kriegsopfer durch das American Graves Registration Service wurden diese Soldatenfriedhöfe der ABMC unterstellt, die fortan für deren Erhalt und Verwaltung sorgen sollte. Wie bei den Grabstätten aus dem vorangegangenen Weltkrieg, gewährten die jeweiligen Regierungen permanente Pachtfreiheit. Die Soldatenfriedhöfe wurden neben einer konfessionslosen Gedächtniskapelle auch mit Skulpturen und zahlreichen Informationstafeln ergänzt, die den damaligen Kriegsverlauf beschreiben und auch speziell auf Schlachten hinweisen. Seither wurde durch die ABMC oder durch Privatpersonen zahlreiche Denkmäler auf den ehemaligen Kriegsschauplätzen und in den Vereinigten Staaten selbst errichtet.

## Organisation
Das oberste Gremium der ABMC wird von elf US-Staatsbürgern gestellt, die der Präsident der Vereinigten Staaten nominiert. Die Kommissionsmitglieder arbeiten ehrenamtlich für unbestimmte Zeit und treffen sich zweimal im Jahr mit dem permanent arbeitenden Mitarbeiterstab im ABMC-Hauptquartier in Arlington, Virginia.
Weltweit sind rund 400 zivile Arbeitnehmer in Vollzeit bei dieser Behörde beschäftigt, darunter rund 80 US-Staatsbürger, von denen wiederum 50 überwiegend im Ausland tätig sind. Von der Niederlassung in Paris werden die europäischen Friedhöfe und Denkmäler verwaltet, während Objekte in Mexiko, Panama und auf den Philippinen direkt von der Zentrale beaufsichtigt werden.

### Kommission

#### Vorsitzende
| Nr. | Name                     | Beginn der Berufung | Ende der Berufung |
| --- | ------------------------ | ------------------- | ----------------- |
| 1.  | John J. Pershing         | 1923                | 1948              |
| 2.  | George C. Marshall       | 1949                | 1959              |
| 3.  | Jacob L. Devers          | 1960                | 1969              |
| 4.  | Mark W. Clark            | 1969                | 1984              |
| 5.  | Andrew J. Goodpaster     | 1985                | 1990              |
| 6.  | Paul X. Kelley           | 1990                | 1994              |
| 7.  | Fred F. Woerner          | 1994                | 2001              |
| 8.  | Paul X. Kelley           | 2001                | 2005              |
| 9.  | Frederick M. Franks, Jr. | 2005                | 2009              |
| 10. | Merrill A. McPeak        | 2011                | 2018              |
| 11. | David Urban              | 2018                | 2021              |
| 12. | Mark Hertling            | 2021                | 2023              |
| 12. | Michael X. Garrett       | 2023                |                   |

## Wissenswertes
- Jeder Grabstein auf ABMC-Friedhöfen besteht aus reinem weißen Marmor. Die Grabsteine für Opfer des Ersten Weltkrieges wurden ausschließlich in Kreuzform gebaut, während man für Gefallenen des Zweiten Weltkrieges in Bezug auf den Holocaust Unterschiede machte. Angehörige des jüdischen Glaubens bekamen einen Stein in Form eines auf einem Schaft stehenden Davidsterns. Die Steingravur beinhaltet Name, Dienstgrad, Waffengattung (Armee, Luftwaffe, Marine), Geburtstag und, sofern es bekannt war, das Sterbedatum des gefallenen Soldaten. Nicht identifizierbare Leichname tragen nur den Schriftzug „HERE RESTS IN HONORED GLORY AN AMERICAN SOLDIER KNOWN BUT TO GOD“. Bei Toten des Zweiten Weltkriegs wurden die Worte „AMERICAN SOLDIER“ durch „COMRADE IN ARMS“ ersetzt.
- Für die Grabkreuze und Grabsteine mit Davidsternen der im Zweiten Weltkrieg gefallenen amerikanischen Soldaten wurde ausschließlich rein weißer Laaser Marmor verwendet.[4]
- Das vom ABMC-Personal zu pflegende Areal umfasst 647 ha, davon etwa 370 ha Wiesen und Blumenbeete, ca. 279.000 m² Hecken und Büsche, 108 km Straßen und Gehwege sowie annähernd 11.000 Zierbäume.[5]
- Es gibt keinen amerikanischen Soldatenfriedhof auf deutschem Boden. Bis heute wird kein amerikanischer Soldat in Deutschland beigesetzt, es sei denn auf ausdrücklichen eigenen Wunsch. Die Toten werden ausnahmslos in die Vereinigten Staaten überführt. Suchtrupps sind bemüht, auf den damaligen Kriegsschauplätzen und anhand von zeitgenössischen Aussagen und Dokumenten die nicht bestatteten Soldaten aufzufinden, zu exhumieren und in die USA zu überführen. Zuletzt wurden am 26. September 2008 die sterblichen Überreste von John Farrell jr. und Edward T. Jones in Schmidt gefunden, welche in der Schlacht im Hürtgenwald fielen. Sie gehörten der 28. US-Infanteriedivision an. Ihre sterblichen Überreste werden zum amerikanischen Ermittlungsdienst nach Hawaii überführt, der die Nachfahren benachrichtigt.
- US-Soldatenfriedhöfe in den USA sind United States National Cemeterys. Diese Soldatenfriedhöfe in den USA werden vom Heeresministerium, vom Kriegsveteranenministerium oder vom National Park Service betreut.

## Listen

### Friedhöfe der ABMC
| Friedhof                                      | Land        | Konflikt                         | Tote 1[6] | Vermisste 2[6] | Fläche[6] | Link |
| --------------------------------------------- | ----------- | -------------------------------- | --------- | -------------- | --------- | ---- |
| Aisne-Marne American Cemetery and Memorial    | Frankreich  | Erster Weltkrieg                 | 2289      | 1060           | 17,2      |      |
| Ardennes American Cemetery and Memorial       | Belgien     | Zweiter Weltkrieg                | 5325      | 462            | 36,6      |      |
| Brittany American Cemetery and Memorial       | Frankreich  | Zweiter Weltkrieg                | 4410      | 498            | 3         |      |
| Brookwood American Cemetery and Memorial      | England     | verschiedene                     | 468       | 563            | 1,8       |      |
| Cambridge American Cemetery and Memorial      | England     | Zweiter Weltkrieg                | 3812      | 5127           | 12,3      |      |
| Corozal American Cemetery and Memorial        | Panama      | Panamakanal                      | 5374      |                | 6,5       |      |
| Epinal American Cemetery and Memorial         | Frankreich  | Zweiter Weltkrieg                | 5255      | 424            | 19,7      |      |
| Flanders Field American Cemetery and Memorial | Belgien     | Erster Weltkrieg                 | 368       | 43             | 2,5       |      |
| Florence American Cemetery and Memorial       | Italien     | Zweiter Weltkrieg                | 4402      | 1409           | 28,3      |      |
| Henri-Chapelle American Cemetery and Memorial | Belgien     | Zweiter Weltkrieg                | 7992      | 450            | 23,7      |      |
| Lorraine American Cemetery and Memorial       | Frankreich  | Zweiter Weltkrieg                | 10.489    | 444            | 46        |      |
| Luxembourg American Cemetery and Memorial     | Luxemburg   | Zweiter Weltkrieg                | 5076      | 371            | 20,4      |      |
| Manila American Cemetery and Memorial         | Philippinen | Pazifikkrieg                     | 17.202    | 36.285         | 61,5      |      |
| Meuse-Argonne American Cemetery and Memorial  | Frankreich  | Erster Weltkrieg                 | 14.246    | 954            | 52,8      |      |
| Mexico City American Cemetery and Memorial    | Mexiko      | Mexikanisch-Amerikanischer Krieg | 1563      |                | 0,4       |      |
| Netherlands American Cemetery and Memorial    | Niederlande | Zweiter Weltkrieg                | 8301      | 1722           | 26,5      |      |
| Normandy American Cemetery and Memorial       | Frankreich  | Zweiter Weltkrieg                | 9387      | 1557           | 69,8      |      |
| North Africa American Cemetery and Memorial   | Tunesien    | Zweiter Weltkrieg                | 2841      | 3724           | 10,9      |      |
| Oise-Aisne American Cemetery and Memorial     | Frankreich  | Erster Weltkrieg                 | 6012      | 241            | 14,8      |      |
| Rhone American Cemetery and Memorial          | Frankreich  | Zweiter Weltkrieg                | 861       | 294            | 5,1       |      |
| Sicily–Rome American Cemetery and Memorial    | Italien     | Zweiter Weltkrieg                | 7861      | 3095           | 31,2      |      |
| Somme American Cemetery and Memorial          | Frankreich  | Erster Weltkrieg                 | 1844      | 333            | 5,8       |      |
| St. Mihiel American Cemetery and Memorial     | Frankreich  | Erster Weltkrieg                 | 4153      | 284            | 16,4      |      |
| Suresnes American Cemetery and Memorial       | Frankreich  | Erster Weltkrieg                 | 1565      | 974            | 3         |      |
1 auf dem jeweiligen Friedhof begrabene Soldaten
2 auf Gedenktafeln vermerkte Namen im Krieg vermisster Soldaten

### Denkmale der ABMC
| Monument                             | Land               | Nächstgelegene Stadt | Konflikt                      | Vermisste 2[1] | Fläche[1] | Link |
| ------------------------------------ | ------------------ | -------------------- | ----------------------------- | -------------- | --------- | ---- |
| Audenarde American Monument          | Belgien            | Oudenaarde           | Erster Weltkrieg              |                | 0,2       |      |
| Belleau Wood American Monument       | Frankreich         | Château-Thierry      | Erster Weltkrieg              |                |           |      |
| Bellicourt American Monument         | Frankreich         | Saint-Quentin        | Erster Weltkrieg              |                | 0,7       |      |
| Cabanatuan American Memorial         | Philippinen        | Cabanatuan City      | Pazifikkrieg                  |                |           |      |
| Cantigny American Monument           | Frankreich         | Montdidier           | Erster Weltkrieg              |                | 0,2       |      |
| Chateau-Thierry American Monument    | Frankreich         | Château-Thierry      | Erster Weltkrieg              |                | 23,8      |      |
| Chaumont AEF Headquarters Marker     | Frankreich         | Chaumont             | Erster Weltkrieg              |                |           |      |
| East Coast Memorial                  | Vereinigte Staaten | New York City        | Zweiter Weltkrieg             | 4609           | 0,3       |      |
| Guadalcanal American Memorial        | Salomonen          | Guadalcanal          | Pazifikkrieg                  |                | 0,2       |      |
| Honolulu Memorial                    | Vereinigte Staaten | Honolulu             | Pazifikkrieg                  | 28.800         | 0,4       |      |
| Kemmel American Monument             | Belgien            | Ypern                | Erster Weltkrieg              |                | 0,1       |      |
| Montfaucon American Monument         | Frankreich         | Verdun               | Erster Weltkrieg              |                | 3,9       |      |
| Montsec American Monument            | Frankreich         | St. Mihiel           | Erster Weltkrieg              |                | 19,2      |      |
| Naval Monument at Brest              | Frankreich         | Brest                | Erster Weltkrieg              |                | 0,4       |      |
| Naval Monument at Gibraltar          | Gibraltar          | Gibraltar            | Erster Weltkrieg              |                | 0,04      |      |
| Pointe du Hoc American Monument      | Frankreich         | St. Laurent-sur-Mer  | Zweiter Weltkrieg             |                | 12,1      |      |
| Papua American Marker                | Papua-Neuguinea    | Port Moresby         | Pazifikkrieg                  |                |           |      |
| Saipan American Memorial             | Nördliche Marianen | Saipan               | Pazifikkrieg                  |                |           |      |
| Santiago Surrender Tree              | Kuba               | Santiago de Cuba     | Spanisch-Amerikanischer Krieg |                |           |      |
| Sommepy American Monument            | Frankreich         | St. Menehould        | Erster Weltkrieg              |                | 6,1       |      |
| Souilly American Headquarters Marker | Frankreich         | Claye-Souilly        | Erster Weltkrieg              |                |           |      |
| Tours American Monument              | Frankreich         | Tours                | Erster Weltkrieg              |                | 0,2       |      |
| Utah Beach American Memorial         | Frankreich         | Ste-Marie-du-Mont    | Zweiter Weltkrieg             |                | 0,2       |      |
| West Coast Memorial                  | Vereinigte Staaten | San Francisco        | Zweiter Weltkrieg             | 412            | 0,5       |      |
| Western Naval Task Force Marker      | Marokko            | Casablanca           | Zweiter Weltkrieg             |                |           |      |